# Schradera stellata
Schradera stellata är en måreväxtart som beskrevs av George Bentham. Schradera stellata ingår i släktet Schradera och familjen måreväxter. Inga underarter finns listade i Catalogue of Life.